# FMA I.Ae. 24
Die FMA I.Ae. 24 Calquín war ein Jagdbomber des argentinischen Herstellers Fábrica Militar de Aviones.

## Geschichte und Konstruktion
Die Fuerza Aérea Argentina suchte nach einem Ersatz für ihre mittlerweile veralteten Northrop A-17. Hierzu wurde durch FMA mit der I.Ae. 24 ein zweimotoriger Jagdbomber entwickelt, der große Ähnlichkeiten mit der De Havilland DH.98 Mosquito aufwies. Trotz der Ähnlichkeit war die Calquín ein eigenständiger Entwurf, dessen größter optischer Unterschied in den beiden Pratt & Whitney R-1830-G „Twin Wasp“ Sternmotoren lag. Durch diesen Antrieb erreichte die Maschine zwar nicht die von der Luftwaffe geforderten Leistungsdaten, trotzdem wurden 100 Maschinen bestellt.
Die Calquín war als Mitteldecker ausgelegt und wie die Mosquito fast vollständig aus einheimischen Hölzern gefertigt, wobei die Tragflächen mit Stoff bespannt waren. Sie besaß ein einziehbares Spornradfahrwerk und ein geschlossenes Cockpit. Pilot und Navigator saßen nebeneinander. Ursprünglich war geplant, die Maschine mit Rolls-Royce Merlin-Motoren auszurüsten, diese waren jedoch in der geforderten Menge nicht lieferbar. Das Flugzeug erwies sich allerdings als keine Fehler verzeihend, da es äußerst instabil war, sodass im Laufe der Zeit etwa 50 Besatzungsmitglieder bei Unfällen getötet wurden. Eingesetzt wurde das Muster offiziell bis 1957, einige wenige sogar bis 1960.
FMA arbeitete noch an einer verbesserten Version, der I.Ae. 28 Super Calquín, die mit Rolls-Royce-Merlin-Motoren ausgestattet werden sollte. Obwohl die Entwicklungsarbeiten weit fortgeschritten waren, wurde der Bau des Prototyps abgebrochen und die Entwicklung zu Gunsten der FMA I.Ae. 30 „Ñancú“ eingestellt.

## Militärische Nutzung
Argentinien
- Fuerza Aérea Argentina

## Technische Daten
| Kenngröße             | Daten |
| --------------------- | --- |
| Besatzung             | 2 |
| Länge                 | 12 m |
| Spannweite            | 16,3 m |
| Höhe                  | 5,5 m |
| Flügelfläche          | 38 m² |
| Flügelstreckung       | 7,0 |
| Leermasse             | 5.340 kg |
| max. Startmasse       | 7.200 kg |
| Reisegeschwindigkeit  | 380 km/h |
| Höchstgeschwindigkeit | 440 km/h |
| Dienstgipfelhöhe      | 10.000 m |
| Reichweite            | 1.040 km |
| Triebwerke            | 2 × Pratt & Whitney R-1830-G „Twin Wasp“ 14-Zylinder-Sternmotoren mit je 782 kW (1.063 PS)                                                                           |
| Bewaffnung            | 4 × 20 mm Hispano Mk. II Maschinenkanonen oder 4 × 7,7 mm Browning Maschinengewehre 12 × 75 mm Raketen an Außenstationen und 800 kg Bomben im internen Bombenschacht |